# Шокай (Жамбильський район)
Шока́й (каз. Шоқай) — село у складі Жамбильського району Жамбильської області Казахстану. Входить до складу Акбастауського сільського округу.
У радянські часи село називалось Октябр-Жеміс.
Населення — 701 особа (2021; 645 у 2009, 712 у 1999, 719 у 1989).